# Venere nella cultura

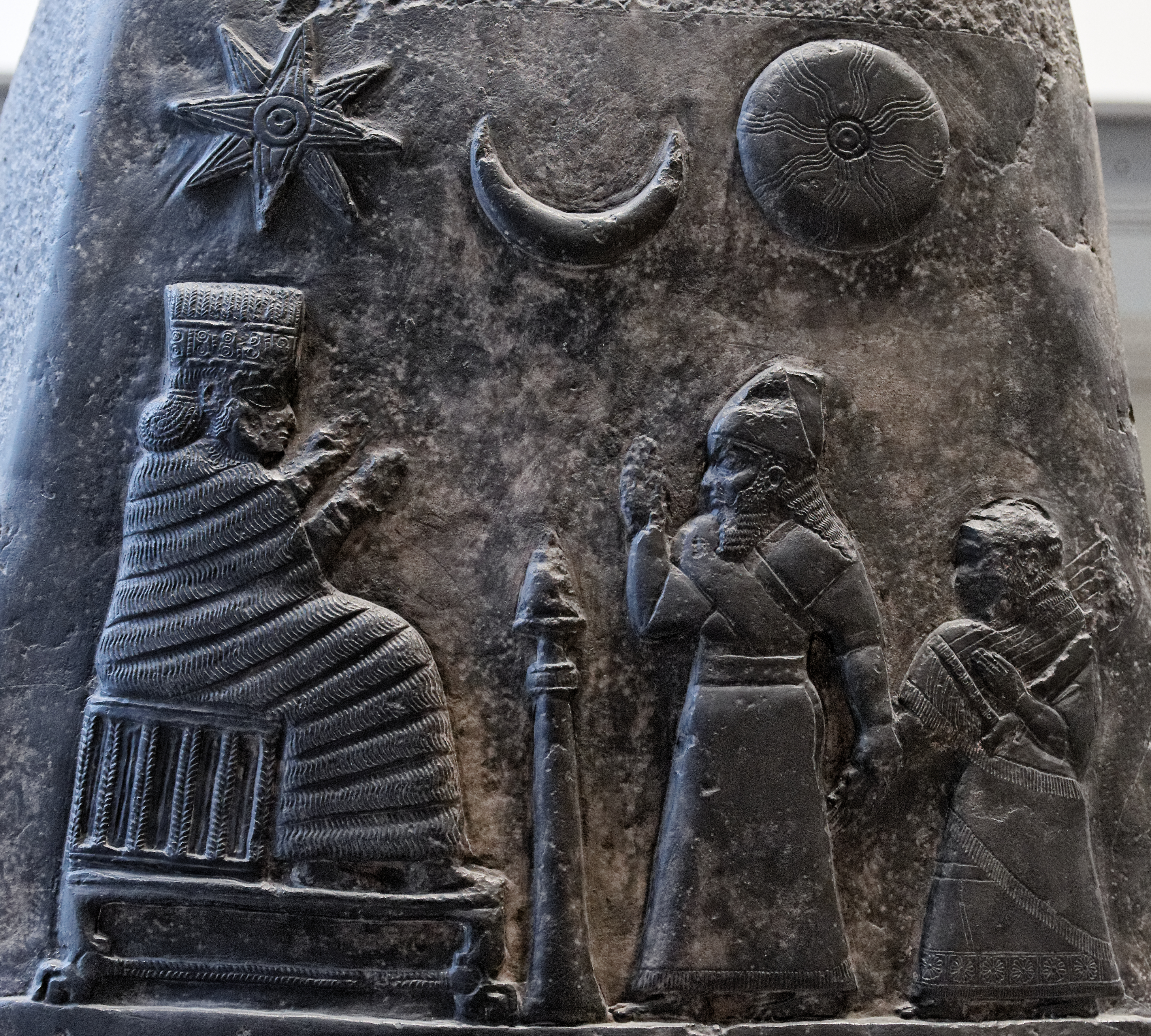
Venere rappresentato nell'antica Mesopotamia come una stella a otto punte, simbolo comune di Ishtar. Qui è mostrato insieme al disco solare di suo fratello Shamash e la luna crescente del loro padre Sin su una pietra di confine di Meli-Shipak II, databile al XII secolo a.C.

Venere, uno dei corpi più luminosi nel cielo, è conosciuta fin dai tempi preistorici ed è sempre stata una presenza fissa nelle culture umane fin da quando è possibile registrarle. Per questo motivo, ha una posizione preminente anche nella religione e nel mito. È stata resa sacra agli dei di molte culture ed è stata una delle principali fonti di ispirazione per poeti e scrittori, conosciuta come «stella del mattino» e «stella della sera».

## Vicino Oriente Antico

### Mitologia cananea
Presso l'antica religione cananea, la stella del mattino è personificata dal dio Attar, una variante maschile del nome babilonese della dea Ištar. Attar, nel mito, cerca di occupare il trono di Baal, ma dopo aver scoperto di esserne incapace, discende a governare l'oltretomba.
Nel Libro di Isaia, al quattordicesimo capitolo, il re di Babilonia è condannato utilizzando un linguaggio figurato che deriva dal mito cananeo e viene chiamato Helel ben Shachar (in ebraico הֵילֵל בֶּן-שָׁחַר‎?, lett. "il luminoso, figlio del mattino"), e questo nome potrebbe riferirsi a Venere come la «stella del mattino» (Lucifero o «portatore di luce»).